# براق 100
صاروخ براق 100  صاروخ فلسطيني محلي الصنع من إنتاج سرايا القدس الجناح العسكري لحركة الجهاد الإسلامي في فلسطين.

## نبذة مختصرة
صاروخ أرض أرض يحاكي صاروخ m302 من الجيل الأول يمكن تركيبه على منصة متحركة أو ثابتة تحت الأرض بشكل منفرد , يتم تزويده بعناصر فتاكة على شكل كرات معدنية لزيادة الاضرار.

## الظهور الأول
كشفت عنه سرايا القدس خلال الحرب على غزة 2014 التي استمرت 51 يوما. وأطلق أول صاروخ منه اتجاه مدينة تل أبيب وسط فلسطين المحتلة في الـ 13 من يوليو 2014.

## المدى
يعتبر الصاروخ براق 100 من الصواريخ المتوسطة المدى حيث يصل مداه ما بين 100-120 كيلو متر مما يجعل نتانيا والخضيرة في مرماه.

## القوة التفجيرية
تبلغ القوة التفجيرية لرأس صاروخ براق 100 ما يقرب الـ 90 كيلو غرام.